# Gustav Wilhelm Friesenegger

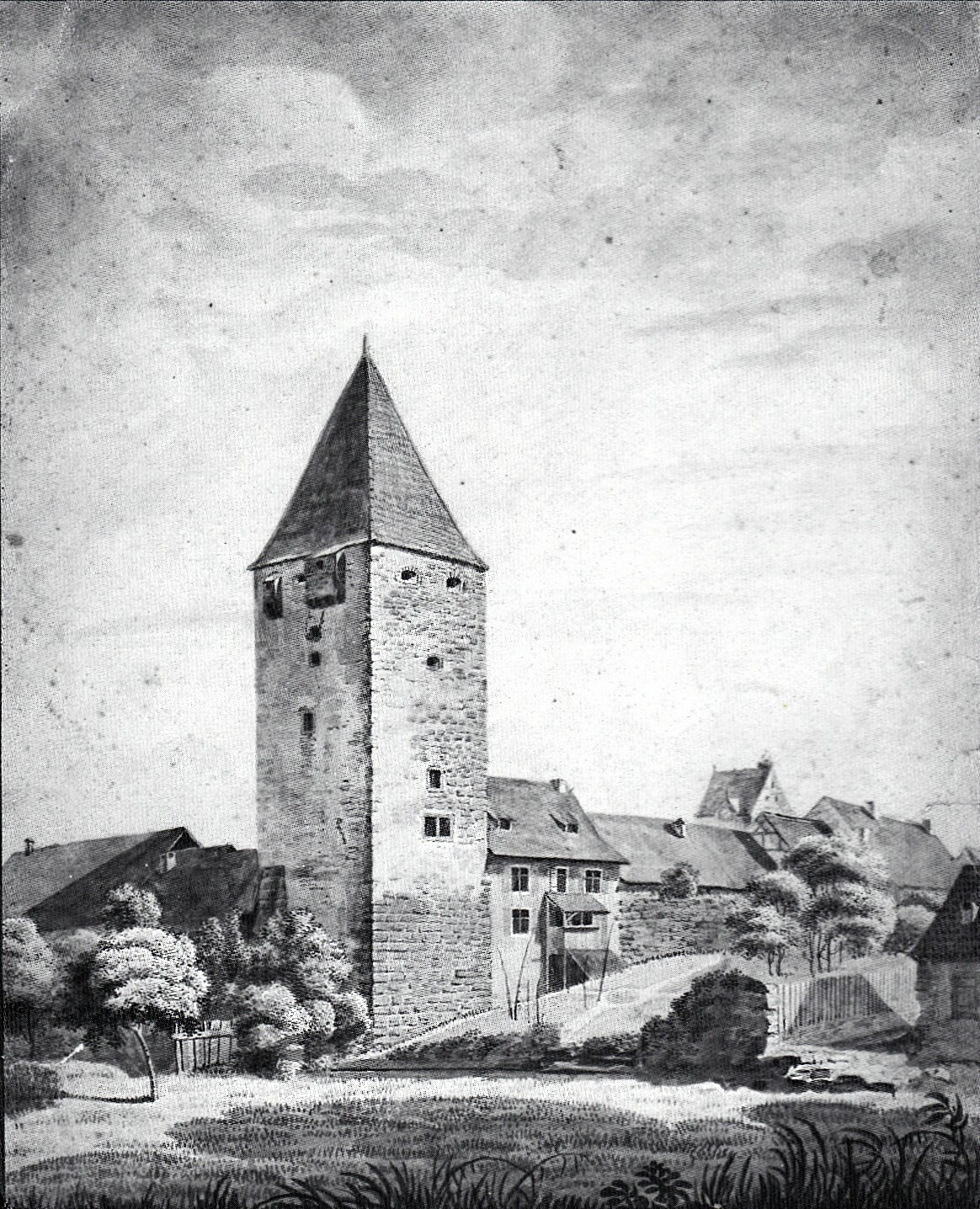
Ehemaliger Diebsturm in Schopfheim (Zeichnung von G. W. Friesenegger)

Gustav Wilhelm Friesenegger (* 20. Februar 1796 in Efringen-Kirchen-Blansingen; † 7. Juni 1859 in Schopfheim) war ein badischer Maler.

## Leben
Er wurde als Sohn des Kleinkemser Pfarrers Jakob Christoph Friesenegger und dessen Frau Elisabeth Stahl geboren. 1846 heiratete Friesenegger Henriette Geiger, mit der er drei Töchter hatte.
Er besuchte zunächst die Lateinschule in Lörrach. Aufgrund der erkannten zeichnerischen Begabung kam er als Zeichner-Lehrling in die Lörracher Indienne-Druckerei. Am 12. August 1821 wurde Friesenegger an der Akademie der Bildenden Künste München im Fach Druckgraphik (speziell Kupferstecherkunst und Landschaftsfach) immatrikuliert. 1823 hielt er sich mutmaßlich zeitweise zu Studienzwecken in Paris auf. Nachdem der Vater 1823 gestorben war, eröffnete Friesenegger zusammen mit seinem jüngeren Bruder, Carl August (1798–1875), in Schopfheim eine Zeichenschule. Es wird angenommen, dass die Frieseneggers Räume in der höheren Bürgerschule kostenlos nutzen durften und dafür an jener Schule Zeichenunterricht gaben.
Seine Landschaftsbilder sind geprägt von der schweizerischen Vedutenmalerei. Während seines Aufenthalts in München orientierte er sich an der Münchner Landschaftsschule von Johann Georg von Dillis und Wilhelm von Kobell. Es zeigen sich in seinen Bildern aber auch Einflüsse der Romantik. Frieseneggers Arbeiten sind vornehmlich mit Kreide, Tusche, Sepia und als Aquarell ausgeführt. Viele seiner Werke sind nicht signiert. Heute sind seine Landschaftsbilder mit Motiven des Wiesentals aus einer Zeit vor dem Bau der Wiesentalbahn und der Begradigung des Flusses vor allem kulturhistorisch von Interesse.
Frieseneggers Tochter Luise vermachte die Gemälde aus dem Nachlass ihres Vaters in den Jahren 1936–1938 dem Museum Schopfheim. 1936 wurde in Schopfheim eine Ausstellung seiner Gemälde durchgeführt. Anlässlich seines 200. Geburtstages gab es 1996 in Schopfheim wiederum eine groß angelegte Ausstellung zu der ein Katalog erstellt wurde.

## Ehrungen
Die Stadt Schopfheim ernannte Friesenegger und seinen Bruder 1841 zu Ehrenbürgern. In Schopfheim wurde ein Weg nach den Gebrüdern Friesenegger benannt.